# Ціось Денис Валерійович
Дени́с Вале́рійович Ціось (1988—2024) — український військовослужбовець, учасник російсько-української війни 2014—2024, кавалер ордена «За мужність» ІІ і ІІІ ступенів. Герой України.

## Життєпис
Народився 19 січня 1988 в селі Пушкіно, Уссурійський район, Приморський край.
Згодом переїхав у м. Острог, Рівненська область. Навчався в Острозькому ліцеї № 1. Потім продовжив навчання в ДПТНЗ «Острозьке ВПУ» та здобув спеціальність слюсар з ремонту колісних транспортних засобів, водій автотранспортних засобів (категорії «В» і «С»).
Працював на станції технічного обслуговування в м. Рівне.
Мобілізований 19.03.2014 року. З 2015 року був учасником Антитерористичної операції.
З 25.02.2016 року уклав контракт з 130-м окремим розвідувальним батальйоном, який дислокується в місті Дубно на Рівненщині, тим самим здійснив свою дитячу мрію — став професійним військовиком.
16.10.2019 року був звільнений у запас. Проте за покликом серця, не зрадивши дитячої мрії, з листопада 2019 року уклав контракт з військовою частиною А1788 ССО.
З початком повномасштабного вторгнення був направлений на захист Київської області. Старший сержант, командир 1-го відділення Групи спеціального призначення Військової частини А1788 ССО. Під час виконання бойового завдання поранений, але після одужання відразу повернувся на службу.
У вересні 2022 року забезпечував оборону та зачистку міст Балаклія, Ізюм та Куп'янськ Харківської області.
З жовтня 2022 року брав участь в обороні міста-фортеці Бахмут Донецької області, де зазнав ще одного поранення.
Наприкінці грудня повернувся у стрій.
Із квітня 2024 року стояв на обороні Харківської області.

## Нагороди
- Звання Герой України з удостоєнням ордена «Золота Зірка» (21 лютого 2025, посмертно) — за особисту мужність і героїзм, виявлені у захисті державного суверенітету та територіальної цілісності України, самовіддане служіння Українському народові[3];
- орден «За мужність» ІІ ступеня (2024)[1]
- орден «За мужність» ІІІ ступеня (2022)[4];
- почесний нагрудний знак Головнокомандувача Збройних Сил України «Золотий хрест» (наказ Головнокомандувача Збройних Сил України № 2126 від 15 вересня 2023 року);
- почесний нагрудний знак Головнокомандувача Збройних Сил України «За взірцевість у військовій службі» ІІІ ступеня (наказ Головнокомандувача Збройних Сил України № 329 від 09 жовтня 2020 року);
- відзнака «За службу державі» (наказ Всеукраїнської громадської організації "Спілки ветеранів та працівників силових структур України «ЗВИТЯГА» № 612 від 13 жовтня 2018 року);
- почесний нагрудний знак «Іду на Ви» IV ступеня (наказ Сил спеціальних операцій Збройних Сил України № 8/ДСК від 17 вересня 2021 року);
- відзнака Міністерством оборони України медаль «За поранення» (легке) (наказ МО України № 148 від 17 березня 2022року);
- нагрудний знак «Почесна відзнака командира військової частини А1788» — посмертно (наказ командира військової частини А1788 № 426 від 16 червня 2024 року).

## Загибель
Загинув 7 червня 2024 в районі с. Липці Харківської області, рятуючи побратима, зазнав поранень, несумісних з життям.
Залишилася дружина, батьки та троє дітей. Похорон відбувся 18 червня в Острозі.